# شيرمان هالسي
شيرمان هالسي (بالإنجليزية: Sherman Halsey)‏ هو مدير تنفيذي موسيقي ‏ أمريكي، ولد في 22 فبراير 1957 في إنديبيندنس في الولايات المتحدة، وتوفي في 29 أكتوبر 2013 في ناشفيل في الولايات المتحدة.

## وصلات خارجية
- الموقع الرسمي
- شيرمان هالسي على موقع IMDb (الإنجليزية)